# One (rapper)
One, pseudonimo di Jung Je-won (정제원?, Jeong Je-wonLR, Chŏng ChewŏnMR; Seul, 29 marzo 1995), è un rapper, cantante, cantautore e attore sudcoreano.
Ha debuttato nel 2015 come membro dell'ex duo hip-hop 1Punch con Kim Samuel. L'anno seguente ha firmato un contratto con la YG Entertainment. È famoso per essere apparso nella quarta e quinta stagione di Show Me the Money, oltre che in apparizioni in drama e film A Korean Odyssey (2017), Room No. 9 (2018) e Geunyeo-ui sasaenghwal (2019).

## Biografia
Jung Je-won è nato il 29 marzo 1994 a Seul, in Corea del Sud. Durante la sua adolescenza, Jung sognava di diventare un regista. In particolare, ha citato i film di Quentin Tarantino come fonte d'ispirazione.

### 2015–2016: 1Punch eShow Me the Money
One inizia la sua carriera il 23 gennaio 2015 come parte del duo hip hop 1Punch con Samuel, una collaborazione tra le etichette D-Business Entertainment e Brave Entertainment. Hanno debuttato con l'album singolo The Anthem con il brano principale Turn Me Back. Il 21 settembre, One ha firmato un contratto con la YGE, in seguito alla sua apparizione nella quarta serie di Show Me the Money. È stato membro del "Team Zipal" con i produttori Zico e Paloalto fino alla sua eliminazione nel sesto episodio. L'anno seguente, è tornato e ha partecipato alla quinta stagione della serie. Questa volta, come membro del Team AOMG sotto i produttori Simon D e Gray, si è classificato al decimo posto nella stagione. Attraverso lo spettacolo, il singolo Comfortable, una traccia in collaborazione con Simon D, Gray e lui stesso ha realizzato un perfetto all kill, superando tutte le classifiche sudcoreane dell'epoca.
Nel marzo 2016, One ha fatto la sua apparizione nel video musicale My Star di Lee Hi. Ha anche fatto una breve apparizione nel video musicale di Hit Me dei Mobb nel settembre dello stesso anno.

### 2017–presente:One Day, debutto come attore, uscita dalla YG Entertainment e album di debutto
One ha fatto il suo debutto come artista solista sotto la YG con l'album singolo One Day dell'11 luglio 2017. È stato anche riferito che è diventato il primo artista solista maschile a debuttare dall'etichetta in 14 anni dal debutto di Seven nel 2003, escluso Kang Seung-yoon che ha debuttato come solista nel 2013, ma successivamente ha debuttato nei Winner. Dal 15 al 21 luglio, è stato inaugurato un negozio pop-up per One intitolato "One Day One Week" Magazine Shop, che mostra il suo album, i film di debutto e materiali esclusivi.
A ottobre, la YG Entertainment ha annunciato che One avrebbe iniziato la sua carriera da attore con un ruolo di supporto nel drama A Korean Odyssey trasmesso a dicembre. A novembre, One è stato scelto per il drama Anthology insieme a Shin Eun-soo.
A febbraio, è stato confermato che One e Soyou si sarebbero uniti nella seconda di Heart Signal. Nel luglio 2018, One è stato confermato per il suo debutto sul grande schermo con il film d'amore Goodbye Summer al fianco di Kim Bo-ra. Nel mese di agosto, è stato scelto per il drama Room No. 9. Lo stesso anno, è stato scelto per il drama Arthdal Chronicles come versione più giovane del personaggio di Jang Dong-gun. Nel 2019, è stato scelto per il drama Geunyeo-ui sasaenghwal.
Il 17 luglio 2019 One ha lasciato la YGE, creando un'agenzia individuale per le sue attività future. One ha pubblicato il suo primo album in studio, PRVT01, l'11 novembre.

## Discografia

### Album in studio
- 2019 – PRVT01

### Singoli
- 2017 – One Day

## Filmografia

### Cinema
- Goodbye Summer, regia di Park Ju-young (2019)

### Televisione
- A Korean Odyssey – serial TV (2017)
- Drama Stage – serial TV (2018)
- Room No. 9 – serial TV (2018)
- Geunyeo-ui sasaenghwal – serial TV (2018)
- Arthdal Chronicles – serial TV (2019)

## Videografia
- 2017 – Heyahe
- 2017 – Gettin’ by
- 2019 – Hard to Love[21]
- 2019 – Stone[22]

## Riconoscimenti

### Melon Music Award
| Anno | Ricevente | Premio          | Risultato   |
| ---- | --------- | --------------- | ----------- |
| 2017 | One       | Best New Artist | Candidato/a |

### Seoul Music Award
| Anno | Ricevente | Premio               | Risultato   |
| ---- | --------- | -------------------- | ----------- |
| 2018 | One       | New Artist Award     | Candidato/a |
| 2018 | One       | Popularity Award     | Candidato/a |
| 2018 | One       | Hallyu Special Award | Candidato/a |